# ليلو وستيتش (فلم 2025)
ليلو وستيتش (بالإنجليزية: Lilo & Stitch) هو فيلم خيال علمي كوميدي أمريكي صدر سنة 2025، من إخراج دين فلايشر كامب، وكتابة كريس كيكانيوكالاني برايت ومايك فان وايس. أُنتج الفيلم بواسطة والت ديزني بيكتشرز بالتعاون مع شركة رايدباك، ويُعد إعادة إنتاج حية لفيلم الرسوم المتحركة التقليدية "ليلو وستيتش" الصادر عام 2002 من ديزني، مع تضمين بعض العناصر المستوحاة من أجزاء السلسلة اللاحقة، بما في ذلك الأفلام التكميلية والمسلسل التلفزيوني.
تؤدي الطفلة مايا كيالوها في أول ظهور سينمائي لها دور البطولة كشخصية «ليلو بيليكاي»، بينما يعود كاتب ومخرج النسخة الأصلية كريس ساندرز ليؤدي مجددًا صوت الشخصية المحبوبة "ستيتش". وكانت ديزني قد أعلنت رسميًا عن اختيار كيالوها للدور في عام 2023. يشارك في بطولة الفيلم أيضًا سيدني إليزابيث أغودونغ، بيلي ماغنوسن، هانا وادينغهام، كورتني بي. فانس، وزاك غاليفياناكيس، بالإضافة إلى ظهور بعض أفراد طاقم الفيلم الأصلي مثل تيا كاريري، وآيمي هيل، وجيسون سكوت لي في أدوار مساعدة.
عُرض الفيلم لأول مرة في "مسرح إل كابيتان" بمدينة لوس أنجلوس بتاريخ 17 مايو 2025، وبدأ عرضه رسميًا في الولايات المتحدة من خلال شركة والت ديزني ستوديوز موشن بيكتشرز في 23 مايو 2025. تلقى الفيلم مراجعات متباينة إلى إيجابية من النقاد وحطم العديد من الأرقام القياسية في عطلة نهاية الأسبوع بمناسبة يوم الذكرى حيث جمع إيرادات تجاوزت مليار دولار، ليصبح ثاني أعلى الأفلام إيرادًا في عام 2025 وأعلى فيلم مختلط بين الحركة الحية والرسوم المتحركة تحقيقا للإيرادات على الإطلاق مع تكملة للفيلم قيد التطوير.

## القصة
في كوكب تورو، يُدان الدكتور جامبا جوكيبا من قبل الاتحاد المجري العام بتهمة إجراء تجارب وراثية غير قانونية، وذلك لإنشائه الكائن التجريبي 626، وهو مخلوق عدائي شديد الصلابة يمتلك قدرات تعلم متقدمة. بعد إدانته، يُسجن جامبا بينما يُحكم على الكائن 626 بالنفي بسبب سلوكه التدميري. ومع ذلك، يهرب 626 بسرقة مركبة شرطة واستخدام خاصية الدفع الفائق للوصول إلى كوكب الأرض، حيث تتحطم مركبته في جزيرة كاواي في هاواي. تعرض الرئيسة العظمى على جامبا استعادة حريته إن تمكن من القبض على 626، وتكلفه بالعمل مع العميل بليكلي، "خبير الأرض" المعتمد من قبلهم. يتحطم 626 بالقرب من حفل زفاف، ويتعرض للدهس بواسطة عربة سياحية قبل أن يُؤخذ إلى مأوى الحيوانات المحلي.
في هاواي، تُطرد الطفلة ليليو بيليكاي من مدرسة الهولا بعد أن دفعت متنمرة تُدعى ميرتل عن المسرح، وذلك بسبب إحباطها من غياب شقيقتها الكبرى ناني. تزورهم الموظفة الاجتماعية كيكوا وتقرر أن ناني غير مؤهلة لرعاية شقيقتها، مانحة إياها مهلة أسبوع لإثبات كفاءتها. في اليوم التالي، تصطحب الجارة تُوتو الطفلة ليليو إلى مأوى الحيوانات بعدما سمعت أنها ترغب في صديق. هناك، يتنكر 626 على هيئة كلب ليحتمي من مطارديه، ويسمح لليليو بتبنيه. تصطحب ناني شقيقتها وستيتش إلى عملها في منتجع مع صديقها ديفيد كاوينا. تطلق ليليو اسم "ستيتش" على المخلوق بعد أن علقت ناني على ضرورة خياطة مقعد السيارة الذي مزّقه. وعلى الرغم من لحظاتهم الممتعة في المنتجع، يتسبب ستيتش في حريق بطاولة طعام يؤدي إلى طرد ناني من عملها.
تزور كيكوا منزل العائلة برفقة كوبر بابلز، عميل وكالة الاستخبارات المركزية (CIA) الذي يتنكر في هيئة موظف اجتماعي للتحقيق في قدوم ستيتش إلى الأرض. تُمهل كيكوا ناني وقتًا إضافيًا للعثور على وظيفة بديلة. وبالرغم من محاولات ناني، تفشل في الحصول على عمل بسبب تصرفات ليليو وستيتش الفوضوية. لاحقًا، تساعد ليليو شقيقتها في نيل وظيفة كمدربة ركوب أمواج، ويقضون وقتًا ممتعًا على الشاطئ بعد انتهاء ورديتها. في هذه الأثناء، يحاول جامبا وبليكلي القبض على ستيتش أثناء ركوبهما للدراجات المائية، مما يؤدي إلى انقلاب الجميع وغرق ليليو بعد أن سحبها ستيتش للأسفل. يتم إنقاذها، لكن كيكوا تُخبر ناني أن الحكومة قد تغطي تكاليف التأمين الصحي إذا تخلّت عن الوصاية، ما يدفع ناني لقبول العرض على مضض. في تلك الليلة، يعود ستيتش إلى مأوى الحيوانات بمفرده بعد أن أدرك فداحة أفعاله، بينما تقوم الرئيسة العظمى بإلغاء صفقة جامبا وتأمر بإعادته إلى السجن، لكنه يهرب ويقرر القبض على ستيتش بنفسه.
في صباح اليوم التالي، يكتشف بابلز وكيكوا هروب ليليو من غرفتها، ويبدؤون مع ناني في البحث عنها. تعثر ليليو على ستيتش في المأوى، لكن جامبا يظهر محاولًا القبض عليه. يهربون إلى منزل بيليكاي حيث تنشب معركة مدمرة تنتهي بانهيار المنزل. خلال القتال، يكشف جامبا أن ستيتش استغل ليليو للحماية، مما يدفعه إلى الاستسلام متأثرًا بالذنب. يستخدم جامبا سلاحًا يفتح بوابة لأخذه إلى مركبته بهدف محو مشاعر التعاطف التي طورها، لكن ليليو تتسلل إلى السفينة وتحرره، ثم يطردان جامبا خارجها. تتحطم السفينة في المحيط، وتُحاصر ليليو وستيتش تحت الماء. ينقذ ستيتش ليليو ويطلقها نحو السطح لكنه يغرق. تنقذ ناني دميته الغارقة، بينما يقوم ديفيد بإنعاش ستيتش بنجاح بعد أن أعاده إلى الشاطئ.
بعد وقت قصير، تصل الرئيسة العظمى وتُعيد اعتقال جامبا، لكنها تُقرر السماح لستيتش بالعيش على الأرض بعد أن شهدت تحوّله الإيجابي وانضمامه إلى مفهوم "الأوهانا" العائلي. يعود الجميع إلى منزل بيليكاي، وتُخبر كيكوا ناني بأنها يمكنها نقل وصاية ليليو إلى ديفيد وتوتو، ما يُتيح لها البقاء في المنزل. تعود الأسرة لتعمير المنزل والعيش بسلام وسعادة. في نهاية الفيلم، نُشاهد ناني وهي تتابع دراستها في جامعة كاليفورنيا في سان دييغو بمجال الأحياء البحرية، وتستخدم سلاح جامبا الذي يفتح البوابات لزيارة ليليو وستيتش في كاواي.

## طاقم التمثيل
- مايا كيالوها بدور ليلو بيليكاي، فتاة هاوائية يتيمة تبلغ من العمر ست سنوات، تحب الهولا وركوب الأمواج والحياة البرية، وتكن شغفًا خاصًا بكل ما هو "مقزز". تمتاز بخيال واسع لكنها متمردة ومتهورة، ما يورطها في المتاعب ويجعلها منبوذة من زملائها الذين يعتبرونها "غريبة الأطوار". يُعد هذا أول ظهور سينمائي لكيالوها.
- كريس ساندرز بدور صوت ستيتش، كائن فضائي أزرق شبيه بالكوالا يُعرف باسم "التجربة 626"، وهو مخلوق غير قانوني تبنته ليلو كـ"كلب". يتمتع ستيتش بقوة خارقة وتصرفات فوضوية ومدمرة. ساندرز هو مبتكر الشخصية، وقد كتب وأخرج الفيلم الأصلي عام 2002 وأدى صوت ستيتش في النسخة الأصلية.
- سيدني إليزابيث أغودونغ بدور ناني بيليكاي، الأخت الكبرى لليلو ووصيتها القانونية. تُوصف بأنها ذكية وطموحة ورياضية من النمط "أ"، وطالبة متفوقة تشعر بضغط متزايد نتيجة مسؤوليتها عن ليلو، ما يؤدي إلى خلافات مع الموظفين الاجتماعيين وخطر فقدان حضانة شقيقتها.
- زاك غاليفياناكيس بدور صوت الدكتور جامبا جوكيبا، العالِم المجنون الذي خلق ستيتش. كما يؤدي غاليفياناكيس أيضًا النسخة البشرية المتنكرة لجامبا.
- بيلي ماغنوسن بدور صوت العميل ويندل بليكلي، عميل في الاتحاد المجري العام وخبير الأرض المعتمد، أُرسل لمنع جامبا من إيذاء البشر أثناء مطاردته لستيتش. يُجسد ماغنوسن أيضًا تنكر بليكلي البشري.
- كورتني بي. فانس بدور كوبرا بابلز، عميل في وكالة الاستخبارات المركزية (CIA) أُرسل سرًا للقبض على ستيتش، ويتظاهر بكونه موظفًا اجتماعيًا.
- هانا وادينغهام بدور صوت الرئيسة العظمى، قائدة الاتحاد المجري العام، وهي كائن فضائي رمادي ترأس المجلس وتصدر الأوامر لجامبا وبليكلي للقبض على ستيتش بعد هروبه.
- كايبو دودويت بدور ديفيد كاوينا، صديق وفيّ وجار لعائلة بيليكاي، يعمل كمنقذ في الشاطئ ويؤدي رقصة السكاكين النارية في مطعم "جيمي لواو" حيث يعمل مع ناني. كان من المفترض أن يؤدي الدور الممثل كاهياو ماتشادو، لكنه استُبدل بعد الكشف عن استخدامه السابق لإهانة عنصرية.
- تيا كاريري بدور السيدة كيكوا، موظفة اجتماعية من أصول آسيوية أمريكية وأصول من هاواي (AANHPI)، تتبع قواعد العمل بدقة وتراقب ناني عن كثب رغم تعاطفها مع وضعها. كاريري كانت قد أدّت صوت ناني في الفيلم الأصلي.
- إيمي هيل بدور تُوتو، امرأة هاوائية مسنّة في السبعينات من عمرها، وهي الجدة الحكيمة لديفيد كاوينا وجارة عائلة بيليكاي. تتحدث بلكنة هاوائية محلية وتتمتع بروح فكاهية وسرعة بديهة. تُعتبر شخصية أصلية في هذا الفيلم، وقد أدّت هيل سابقًا صوت السيدة هاساغاوا في الفيلم الأصلي والسلسلة التلفزيونية المقتبسة عنه.
- إيمري هوكانو-بريال بدور ميرتل إدموندز، زميلة ليلو في فصل الهولا والمُتنمرة عليها.

- جيسون سكوت لي بدور مدير مطعم "جيمي لواو" الذي يعمل فيه كل من ناني وديفيد. سبق لجيسون أداء صوت ديفيد في الفيلم الأصلي وفي الجزء الثاني منه عام 2005.

## الإنتاج

### التطوير
في 3 أكتوبر 2018، أُعلن أن شركة والت ديزني بيكتشرز تعمل على تطوير نسخة حية لفيلم الرسوم المتحركة الكلاسيكي ليلو وستيتش (2002). وكان من المقرر أن يقوم مايك فان ويس بكتابة السيناريو، على أن يُنتج الفيلم دان لين وجوناثان إيريتش، ويشارك في الإنتاج رايان هالبربن. في 24 أكتوبر 2018، كشف فان ويس أنه بدأ العمل على نص النسخة الجديدة. في 13 نوفمبر 2020، دخل جون إم. تشو في محادثات لإخراج الفيلم، في حين أُفيد أن فان ويس قد غادر المشروع، وبدأت الاستوديوهات بالبحث عن كاتب سيناريو جديد لإعادة كتابة نص فان ويس. ومع ذلك، لم يُخرج تشو الفيلم في نهاية المطاف بسبب ارتباطه بمشاريع أخرى. في 14 يوليو 2022، أفاد موقع ديدلاين هوليوود أن دين فلايشر كامب قد أُختير لإخراج الفيلم بدلًا من تشو، بينما كان كريس كيكانيوكالاني برايت في محادثات لإعادة كتابة النص؛ وقد أُكّد برايت ككاتب رسمي في فبراير 2023. وفي اليوم التالي لإعلان ديدلاين هوليوود عن مشاركة فلايشر كامب وبرايت، قام فان ويس بإعادة تغريد الخبر عبر حسابه في تويتر، مُرحّبًا بفلايشر كامب وبرايت في طاقم العمل، ما يشير إلى احتمال استمراره في المشروع؛ وقد تم أُكّد ذلك لاحقًا من خلال "نقابة كُتّاب أمريكا الغربية" التي أدرجت كلًا من برايت وفان ويس ككاتبي سيناريو للفيلم.
أُعطي الفيلم عنوانًا مؤقتًا "الكلب السيء"، في إشارة إلى سلوك "ستيتش" المشاغب واعتقاده عن طريق الخطأ أنه كلب تم تبنّيه. كما أُسست شركة إنتاج جديدة للفيلم تحت اسم "بلو كوالا بيكتشرز" في إشارة إلى الوصف الشائع لمظهر الشخصية الجسدي.

### طاقم التمثيل
منذ الإعلان عن تطوير الفيلم، دار جدل وتكهنات حول إمكانية عودة كريس ساندرز، المؤلف المشارك والمخرج المشارك للفيلم الأصلي، لتجسيد صوته الأيقوني لشخصية "ستيتش" في النسخة الجديدة. وفي مقابلة أجريت في سبتمبر 2022، صرّح ساندرز بأن شركة ديزني لم تتواصل معه بعد بشأن إعادة أداء الدور، رغم أنه منفتح على الفكرة. في نوفمبر 2022، أُفيد بأنه أُصدر إعلان رسمي لتجارب الأداء الخاصة بالفيلم. وقد أعاد "تحالف آسيويي المحيط الهادئ في مجال الترفيه" تغريد الإعلان الأصلي عبر تويتر في 22 نوفمبر. في فبراير 2023، انضم الممثل زاك غاليفياناكيس إلى طاقم الفيلم في دور لم يُكشف عنه آنذاك. بينما أفاد موقع "ذاراب" بأنه سيؤدي صوت شخصية "بليكلي"، ذكرت "ذا هوليوود ريبورتر" في أبريل 2023 أن غاليفياناكيس قد وقّع رسميًا لتجسيد صوت الدكتور "جومبا جوكيبا". وفي أواخر مارس، اُختيرت مايا كيالوها لتجسيد الدور الرئيسي "ليلو بيليكاي".
في أبريل 2023، انضم بيلي ماغنوسن لأداء صوت العميل "ويندي بليكلي"، واُختيرت سيدني أغودونغ لتجسيد شخصية "ناني بيليكاي". في وقت لاحق من نفس الشهر، أُسند دور "ديفيد كاوينا" إلى كاياو ماتشادو، في حين اُختير كورتني بي. فانس لأداء شخصية "كوبرا بابلز"، التي اعتقد البعض سابقًا أنها حُذفت من النسخة الجديدة. كما أُسندت أدوار جديدة لكل من تيا كاريري وآيمي هيل، اللتين شاركتا بالأداء الصوتي في الفيلم الأصلي والمسلسل "ليلو وستيتش". في هذه المرحلة، كان ساندرز في مفاوضات نهائية للعودة لأداء صوت "ستيتش". أجرى ساندرز في نهاية المطاف خمس جلسات تسجيل صوتي متأخرة في مرحلة الإنتاج، استغرقت كل جلسة منها حوالي أربع ساعات، وصرّح في مقابلة في فبراير 2025 بأن أداء "صوت ستيتش" صعب للغاية للحفاظ عليه لفترة طويلة في كل مرة. لم يحضر ساندرز موقع التصوير، إذ كان يعمل في ذلك الوقت على فيلمه "الروبوت البري" (2024) في دريم ووركس أنيميشن.
أثارت اختيارات أغودونغ وماتشادو الجدل على وسائل التواصل الاجتماعي فور الإعلان عنها، حيث وُجهت اتهامات بـالتمييز اللوني وتبييض الشخصيات إلى ديزني وفريق اختيار الممثلين، إذ يتمتع الممثلان ببشرة أفتح من النسخ الأصلية لشخصياتهما في الفيلم المتحرك. أغودونغ، وهي الأخت الكبرى للممثلة سينا أغودونغ، تنتمي إلى أصول مختلطة، وُلدت ونشأت في جزيرة كاواي (حيث تدور أحداث الفيلم) لأم قوقازية وأب من أصول فلبينية وهاوائية. وقد تلقت تعليقات مسيئة على حسابها في إنستغرام تهاجمها لقبولها الدور. وبعد اكتشاف أن ماتشادو استخدم سابقًا تعبيرًا عنصريًا على حساباته في سبوتيفاي وإنستغرام، أعادت ديزني بهدوء اختيار ممثل آخر هو كايبو دودويت لأداء الدور. أصدر ماتشادو لاحقًا اعتذارًا علنيًا عبر إنستغرام في 27 أبريل 2023 عن استخدامه السابق للمصطلح العنصري. وفي يونيو 2023، كشف جيسون سكوت لي، الذي أدى صوت "ديفيد كاوينا" في الفيلم الأصلي و تكملته، في بودكاست "مع كايل ميريديث..."، أنه سيظهر في دور شرفي في النسخة الجديدة كمدير مطعم اللواو حيث تعمل ناني وديفيد.
في مايو 2025، كُشف أن شخصية "غانتو"، الخصم الرئيسي في الفيلم الأصلي وقائد الأسطول الفاسد في اتحاد المجرات، قد حُذفت من النسخة الجديدة. وبعد عرض الفيلم، أوضح كل من فلايشر كامب وإيريتش في مقابلة مع "إنترتيمنت ويكلي" أن "غانتو" كان موجودًا في المسودات الأولى للسيناريو، لكن فلايشر كامب كان من دعاة استبعاده وتحويل دور الخصم إلى "جومبا". وقد صرّح بأن ظهور "غانتو" على الأرض في النسخة الأصلية جعل القصة "أكثر تقليدية"، في حين أن جعل "جومبا" الخصم أضفى "صلة شخصية" على القصة الجديدة، مشيرًا إلى أن جومبا يمثل "أبًا فاشلًا ومهملاً" لستيتش، وأضاف: "من المهم أن يكون الخصم الرئيسي ممثلًا لموضوع الفيلم. وقد بدت هذه فرصة لفعل ذلك، بدلًا من مجرد وجود شرير يطلق الليزر على الجميع".

### التصوير
كان من المقرر أن يبدأ التصوير الرئيسي في جزيرة أواهو، هاواي، بتاريخ 13 مارس 2023، ويستمر حتى 16 يونيو. لكن اليوم الأول من التصوير تأجل حتى 17 أبريل. في 16 أبريل 2023، اندلع حريق في مقطورة داخل موقع التصوير الأساسي في مدينة هاليوا، مما تسبب في خسائر بلغت نحو 200 ألف دولار أمريكي. احتوت المقطورة على الأزياء التي كان من المفترض استخدامها خلال الأسابيع الثلاثة الأولى من التصوير. بدأ الحريق قبل الساعة 11 مساءً بتوقيت هاواي وتمت السيطرة عليه بحلول الساعة 1 صباحًا في اليوم التالي. لم تُسجل إصابات، إلا أن التصوير تأجل لأجل غير مسمى. صنّفت شرطة هونولولو الحادث على أنه حريق متعمد من الدرجة الأولى، وفتحت تحقيقًا رسميًا بشأنه.
بدأ التصوير في نهاية المطاف بحلول 1 مايو 2023، حين أُغلق جزء من طريق "كالانياناولي السريع" لتصوير مشاهد من الفيلم. توقف التصوير في يوليو نتيجة إضراب نقابة ممثلي الشاشة لعام 2023. واستؤنف في فبراير 2024، ثم اختُتم أخيرًا في أوائل مارس من العام نفسه.

### المؤثرات البصرية والتصميم
تولّت شركة إندستريال لايت آند ماجيك المملوكة لشركة ديزني، تنفيذ المؤثرات البصرية الأساسية للفيلم تحت إشراف كريغ هاماك الذي ذكر أنه بدأ مناقشات جديّة بشأن المشروع في خريف عام 2022 كما شاركت شركات أخرى في تنفيذ المؤثرات البصرية، منها: أتوميك آرتس، لوما بيكتشرز، شركة موفينغ بيكتشر، أستوديوهات أنتولد، كرافتي إيبس، أتوميك آرتس و كانتينا كريايتف.
منذ المراحل الأولى للإنتاج، قررت إندستريال لايت آند ماجيك استخدام دمى متحركة كبدائل مؤقتة لشخصية "ستيتش" على موقع التصوير، بهدف خلق تفاعل عاطفي واقعي بين الممثلين، خصوصًا الطفلة التي تلعب دور "ليلو"، والتي لم تكن قد اختيرت بعد. أوكلت إندستريال لايت آند ماجيك مهمة تصميم الدمى إلى شركة ليغاسي إيفيكتس، والتي صنعت عدة نسخ، من بينها واحدة مناسبة لتصوير المشاهد تحت الماء. لم تظهر هذه الدمى في النسخة النهائية للفيلم، إذ كانت تُستخدم فقط كعنصر تمثيلي مرئي لمساعدة الممثلين في أداء أكثر واقعية.
واكب هذا الأسلوب تحديات فنية كبيرة لفناني المؤثرات، مثل إزالة الدمى رقميًا من المشاهد الأصلية (ما يُعرف بـ "تنظيف الطبقات"). إلا أن هذه الطريقة اعتُبرت ضرورية لتفادي أداء جامد كان قد ينجم عن التفاعل مع شخصية غير موجودة فعليًا في موقع التصوير. أُرسل المحرّك سيث هايز إلى هاواي لتشغيل دمية ستيتش على أرض الواقع. في بعض المشاهد التي كانت "ليلو" تظن فيها أن "ستيتش" مجرد كلب، استعان الطاقم بكلب من نوع فرنش بولدوغ يُدعى "دايل" لتمثيل الشخصية مؤقتًا. وقد استُبدلت لاحقًا كل من الدمى والكلب بنسخة رقمية من تصميم إندستريال لايت آند ماجيك في مرحلة ما بعد الإنتاج.
بلغ عدد لقطات المؤثرات البصرية في النسخة النهائية من الفيلم 1,673 لقطة. وكان من المخطط أن تتولى إندستريال لايت آند ماجيك الجزء الأكبر من العمل، غير أن تعقيدات المشروع دفعت الشركة إلى الاستعانة بمزيد من شركات الطرف الثالث. ومن أسباب هذا التوسع أن شركة موفينغ بيكتشر واجهت أزمة إدارية مفاجئة قبل ستة أسابيع فقط من الموعد النهائي لتسليم لقطاتها، مما استدعى تدخل إندستريال لايت آند ماجيك، بشكل عاجل لإعادة توزيع العمل على شركات بديلة.
سعى فريق التحريك الرقمي إلى الحفاظ على "جوهر" النسخة الأصلية ثنائية الأبعاد لشخصية "ستيتش"، مع جعله يندمج بشكل مقنع داخل العالم الواقعي ثلاثي الأبعاد. أحد التناقضات غير المفسّرة في الفيلم هو أن ستيتش يُفترض أن يكون ثقيلاً للغاية، ومع ذلك تتمكن "ليلو" من حمله بسهولة. ورغم أن الهدف لم يكن إعادة إنتاج الفيلم الأصلي لقطة بلقطة، فقد حرص فريق العمل على محاكاة بعض المشاهد الأيقونية بأسلوب بصري شبيه بالأصل.

## الإصدار
في نوفمبر 2020، أفادت مجلتا "فارايتي وذا هوليوود ريبورتر" بأن ديزني لم تُحدد بعد ما إذا كان الفيلم سيُعرض في دور السينما أم سيطرح عبر منصة "ديزني+". وفي نوفمبر 2022، أُكّد من خلال إعلان اختيار الممثلين أن الفيلم سيُنتَج خصيصًا لعرض مباشر عبر منصة "ديزني+". لكن في أغسطس 2024، غُيّرت خطة الإصدار إلى عرض سينمائي في صيف عام 2025. وفي أكتوبر من العام نفسه، حُدد تاريخ الإصدار ليكون 23 مايو 2025.
أُقيم العرض العالمي الأول للفيلم في مسرح "إل كابيتان" بمدينة لوس أنجلوس، وهو نفس المكان الذي استضاف العرض الأول للفيلم الأصلي، وذلك في 17 مايو 2025. وقد منحته "جمعية الفيلم الأمريكي" تصنيف "تحت مراقبة الأهل"، مما يجعله أول نسخة حية من إنتاج ديزني تحصل على نفس التصنيف العمري الذي حصل عليه الفيلم الأصلي.

## الإستقبال

### شباك التذاكر
حتى 1 أغسطس 2025، حقق فيلم "ليلو وستيتش" إيرادات بلغت 420.9 مليون دولار في الولايات المتحدة وكندا، و598.3 مليون دولار في الأسواق الأخرى، ليصل إجمالي الإيرادات العالمية إلى 1.019 مليار دولار. بعد فتح باب الحجز المسبق للتذاكر، أعلنت شركة "فاندانغو ميديا" أن الفيلم أصبح أكثر فيلم بتصنيف "تحت مراقبة الأهل" تحقيقًا للمبيعات المسبقة في أول يوم من عام 2025، متفوقًا على أفلام ماينكرافت، سنووايت، الرجل الكلب، والإصدار الأمريكي من بادينغتون في البيرو. كما أصبح ثاني أكثر فيلم من نسخ ديزني الحية مبيعًا في اليوم الأول بعد فيلم الأسد الملك.
كان من المتوقع في البداية أن يحقق الفيلم 165 مليون دولار خلال عطلة نهاية أسبوع التي استمرت أربعة أيام بمناسبة يوم الذكرى في أمريكا الشمالية. وبعد أن جمع 55 مليون دولار في يومه الأول، بما في ذلك 14.5 مليون دولار من عروض ليلة الخميس، ارتفعت التوقعات إلى ما بين 175 و180 مليون دولار. وفي 25 مايو، أُعلن أن الفيلم يُتوقع أن يحقق 183 مليون دولار خلال عطلة نهاية الأسبوع الممتدة لمدة أربعة أيام، محققًا رقمًا قياسيًا جديدًا لعطلة يوم الذكرى، متجاوزًا الرقم السابق لفيلم "توب غان: مافريك" الذي حقق 160 مليون دولار في عطلة مماثلة. حقق الفيلم في نهاية المطاف 182.6 مليون دولار خلال تلك العطلة، مسجلًا رقمًا قياسيًا جديدًا. في عطلة نهاية الأسبوع الثانية، حقق الفيلم 61.8 مليون دولار (انخفاض بنسبة 58%)، وظل في المركز الأول. حافظ الفيلم على صدارة إيرادات السينما في عطلة نهاية الأسبوع الثالثة بإيرادات بلغت 32.4 مليون دولار. في عطلة نهاية أسبوعه الرابعة، حقق الفيلم إيرادات بلغت 15.5 مليون دولار أمريكي، منهياً بذلك فترة تصدّره لشباك التذاكر، حيث تجاوزه فيلم كيف تروض تنينك، وهو نسخة جديدة تجمع بين الرسوم المتحركة والتصوير الحي لفيلمٍ كان من تأليف وإخراج كريس ساندرز ودين ديبلوس، علماً أن ديبلوس تولى أيضًا كتابة وإخراج النسخة الجديدة.
في 17 يوليو 2025، تجاوز فيلم ليلو وستيتش حاجز مليار دولار في شباك التذاكر، ليُصبح أول فيلم هوليوودي يحقق هذا الإنجاز في عام 2025، وثاني فيلم عالميًا يُحقق ذلك في نفس العام بعد فيلم الرسوم المتحركة الصيني "ني تشا 2". كما أصبح أول اقتباس حي لفيلم رسوم متحركة من ديزني يتجاوز هذا الرقم منذ فيلم "الأسد الملك" عام 2019، وتجاوز بذلك فيلم "السنافر" الذي حقق 563 مليون دولار في عام 2011، ليُصبح أعلى فيلم مختلط بين الحركة الحية والرسوم المتحركة تحقيقًا للإيرادات في التاريخ.

### الاستجابة النقدية و تقييمات الجمهور
تلقى الفيلم مراجعات متباينة من النقاد. على موقع تجميع المراجعات "روتن توميتوز"، حصل الفيلم على نسبة تأييد بلغت 72٪ من أصل 211 مراجعة. وجاء في الإجماع النقدي للموقع: "يستعيد ليلو وستيتش سحر الفيلم الأصلي اللطيف، وإن لم يصل إلى نفس مستوى خياله الجامح، يخرج الفيلم من الصندوق كأحد أفضل نسخ ديزني الحية من الكلاسيكيات القديمة". أما على موقع "ميتاكريتيك"، فقد حصل الفيلم على درجة 53 من أصل 100 بناءً على 39 مراجعة نقدية، مما يشير إلى "مراجعات متباينة أو متوسطة". بالنسبة للجمهور، فقد منحه تقييمًا عاليًا؛ حيث حصل على درجة "A" على مقياس من A+ إلى F وفقًا لاستطلاع "سينماسكور". كما أعطى مستطلعو "بوست تراك" الفيلم تقييمًا إيجابيًا بنسبة 90٪، وقال 81٪ منهم إنهم بالتأكيد سيوصون بمشاهدته.
رغم ذلك، تعرضت بعض التغييرات التي أُجريت في النسخة الجديدة لانتقادات، بما في ذلك: إزالة تنكر بليكلي في هيئة امرأة، غياب شخصية جانتو، جعل جامبا الخصم الرئيسي في القصة، وقرار جعل ناني تتخلى عن وصايتها على ليلو.

## أعمال مستقبلية
في مقابلة أُجريت قبل إصدار الفيلم، صرّح المخرج دين فلايشر كامب والمنتج جوناثان إيريتش بأن تركيزهما ينصبّ على إصدار الفيلم الحالي، ولم تتم مناقشة أي خطط ملموسة لإنتاج جزء ثانٍ. وأكّد كامب رأي إيريتش بأن أي توجه مستقبلي سيعتمد على استقبال الجمهور للفيلم، مشيرًا إلى أن عالم الامتياز الواسع يمكن أن يكون مصدرًا محتملاً للإلهام. كما أشار إيريتش إلى وجود "بيضة فصح" داخل الفيلم تلمّح إلى شخصيات مثل "أنجيل" و"ريوبين" و"627" (الذي أشار إليه بالخطأ باسم "ليروي").
في يونيو 2025، قال كامب إنه سيصنع جزءًا ثانيًا إذا كانت الفكرة جيدة، ليس فقط بسبب وجود طلب جديد في السوق عليه، بل إنه سيكون أيضًا منفتحًا على عمل جزء فرعي للرسوم المتحركة كسلسلة حلقات أو مسلسل محدود، لم يُحسم بعد ما إذا كان سيتم تطوير جزءٍ ثانٍ للفيلم أم لا. في وقت لاحق من الشهر ذاته، وتحديدًا في 26 يونيو – المعروف باسم "يوم 626 أو يوم ستيتش" – أُعلن رسميًا أن تتمّة للفيلم قيد التطوير.

## وصلات خارجية
- مقالات تستعمل روابط فنية بلا صلة مع ويكي بيانات